# Сідрай аль-Вазир
Сідрай ібн Вазир аль-Вазир (д/н — бл. 1170 — емір Безької тайфи в 1140—1150 роках, емір Лісабонської тайфи в 1141—1147 роках, емір Бадахоської тайфи в 1142—1145 роках, емір Мертольської тайфи в 1145—1146 роках. Повне ім'я Абу Мухаммад Сідрай ібн Вазир аль-Вазир.

## Життєпис
Походження достеменно невідоме. Десь наприкінці 1130-років організував загін, що діяв проти Альморавідів на півдні Піренейського півострова. У 1141 році до нього приєднався Мухаммад ібн аль-Мундір. Невдовзі було захоплено важливий порт Лішбунах.
1142 році аль-Вазир і аль-Мундір захопили Бадахос, де Сідрай аль-Вазир був оголошений еміром. Невдовзі було захоплено Евору. Втім в Алькантарі владу захопив Хакам ібн Мухаммад аль-Хайї. Але його було подолано 1143 року.
1144 року визнав імамом і махді Абу'л-Касима Ахмада ібн Касі. Разом з Ібн-Мундиром захопив Ньєблу і Сілбу. Втім спроба підкорити Севілью, скориставшись тамтешнім повстанням, виявилася невдалою. 1145 році повалив ібн Касі, захопив Мертолу. В цей час Мухаммад ібн Хакам аль-Хайї захопив Бадахос.
1146 року визнав владу Альмохадів, війська яких вдерлися на півострів. Водночас португальці захопили Ябуру. Але невдовзі її відвойовано. У 1147 року допоміг Альмохадам захопити Ішбілію. Але цим скористався Афонсу I, король Португалії, який взяв в облогу Лішбунах. Незважаючи на спроби допомогти обложеним, християни змусили здатися місульманську залогу.
Сідрай аль-Вазир знову зробив своєю резиденцію Бежа, де 1148 році підняв повстання проти Альмохадів, користуючись повстаннями проти останніх в Магрибі. Втім вже наприкінці 1149 року зазнав поразки, а 1150 року остаточно підкорився халіфу Абд аль-Муміну.
1150 року призначається валі Сілби. Зберіг свої становище при наступних Альмохадах. У 1168 році разом з братом Абу'л-Гасаном Алі брав участь в обороні Бадахосу від військ Афонсу I, короля Португалії. Зумів переконати Фернандо II, короля Леону, виступити проти Португалії. Помер близько 1170 року.